# Copa do Mundo de Rugby Union de 2003
A Copa do Mundo de Rúgbi (português brasileiro) ou Râguebi (português europeu) de 2003 foi a quinta Copa do Mundo de Rúgbi e foi vencida pela Inglaterra. Originalmente planejado para ser co-sediado pela Austrália e Nova Zelândia, todos os jogos foram transferidos para a Austrália após uma disputa contratual sobre os direitos de sinalização terrestre entre a Nova Zelândia Rugby Union e a Rugby World Cup Limited.

## Resumo
A fase de sinuca da competição foi em grande parte como esperado, com alguma tensão sobre se algumas das nações "em desenvolvimento" ultrapassariam alguns dos principais países mais fracos para a segunda colocação nas quartas-de-final em cada grupo – no Grupo A, a Argentina perdeu para a Irlanda por apenas um ponto, quando uma vitória os levaria às quartas-de-final no lugar da Irlanda; no Grupo B, Fiji perdeu por pouco uma vaga nas quartas-de-final, tendo liderado a Escócia por 20-15 com cinco minutos para ir em sua partida decisiva, apenas por um cartão amarelo para bloquear Apenisa Naevo  para permitir que a Escócia arrancasse a vitória das garras da derrota com uma tentativa convertida tardia; no Grupo D, na Itália, apesar de perder a fase eliminatória, apresentou um bom desempenho com duas vitórias, um recorde que eles igualaram nas três Copas do Mundo seguintes. No Grupo C, Samoa deu um susto na Inglaterra com uma abordagem aventureira que lhes permitiu tomar uma vantagem inicial, mas a Inglaterra superou o déficit inicial e acabou vencendo. Esta partida foi marcada por controvérsias, já que a Inglaterra colocou 16 jogadores em um ponto durante o jogo.